# جوزيف حرب
جوزيف حرب (1944 - 2014)، شاعر لبناني، يعدّ من أبرز الشعراء اللبنانيين الذين تجاوزت قصائدهم حدود الوطن. وقد غنى من شعره: السيدة فيروز ومارسيل خليفة، ولحَّن له رياض السنباطي: «بيني وبينك» و«أصابعي». حاز العديد من الجوائز وشهادات التكريم في لبنان والعالم العربي.

## سيرة
ولد جوزيف مارون حرب في قرية المعمرية من قضاء الزهراني في الجنوب اللبناني في 30 تشرين الثاني (نوفمبر) العام 1944، تعلم في المدرسة الأنطونية، درس الأدب العربي والحقوق في الجامعة اللبنانية، مارس التعليم، وعمل في الإذاعة اللبنانية.

## أعماله
غنت له فيروز العديد من القصائد منها: «لبيروت»، «حبيتك تنسيت النوم»، «لما عالباب»، «ورقو الأصفر»، «أسامينا»، «أسوارة العروس»، «زعلي طول»، «بليل وشتي»، «خليك بالبيت»، «رح نبقى سوا»، «فيكن تنسو»، «البواب»، «يا قونة شعبية».
تولى رئاسة «اتحاد الكتاب اللبنانيين» من العام 1998 (انتخب في 1997/12/11 تحديدًا) حتى العام 2002. ونال العديد من الجوائز التكريمية منها:
- جائزة الإبداع الأدبي من مؤسسة الفكر العربي
- الجائزة الأولى للأدب اللبناني من «مجلس العمل اللبناني» في دولة الإمارات العربية

عمل حرب في التعليم والمحاماة، ثم عمل في الإذاعة اللبنانية بدءاً من 1966، حيث كتب وقدَّم برنامج «مع الغروب». وكتب برنامج «مع الصباح» الذي كانت تقدمه ناهدة فضل الدجاني.
كتب لتلفزيون لبنان العديد من البرامج الدرامية منها: «أواخر الأيام»، «باعوا نفساً»، «قالت العرب»، «قريش»، «أوراق الزمن المر»، و«رماد وملح».

## كتبه ودواوينه
أصدر حرب في العام 1960 كتابه الأول: «عذارى الهياكل».
له العديد من الدواوين الشعرية، منها:
- شجرة الأكاسيا
- مملكة الخبز والورد
- الخصر والمزمار
- السيدة البيضاء في شهوتها الكحلية
- زرتك قصب فليت ناي
- أجمل ما في الأرض أن أبقى عليها
- قلم واحد في ثلاث أصابع[6]
- المحبرة[7][8]

- في النثر الأدبي:
- حقول اللوز.
- قناديل شعبية.
- أسفار.
- شبابيك.

## وفاته
توفي الشاعر جوزف حرب مساء 9 شباط (فبراير) 2014، في بلدته المعمرية قضاء الزهراني. وكان قد عاش في قريته عدة سنوات حتى وفاته. وكان يرى في هذه المساحة الجغرافية «صورة الحياة الطبيعية. إنها المكان الطبيعي الذي أداوم فيه كي أحقق حضوري الإنساني الطبيعي. ليست المدينة مكان سيء لكنها بالتأكيد لا تحمل ولا يمكن لها أن تقدم للإنسان الحياة الخاصة التي يمكن أن تتوافر في الريف. الريف مكان الإنسان الجميل الذي يساعد على بناء الصفاء الداخلي للإنسان».

## قيل فيه
إثر صدور ديوانه «أجمل ما في الأرض أن أبقى عليها» كتب عنه الشاعر اللبناني محمد علي شمس الدين:
«إن ثمة انفجارًا شعريًّا، على غرار أي انفجار كوني، حصل في صدر جوزيف حرب فأعطى على امتداد ثلاثة وعشرين عاماً ثلاثة عشر ديواناً تتميز بالغزارة العالية في الكم والنوع، فإن ديواناً كديوان» المحبرة«على سبيل المثال، يزيد على خمسين وسبعمائة وألف من الصفحات، ولعله أطول ديوان شعر عربي حديث، مجموع بين دفتي كتاب واحد، لا يضاهيه في ذلك إلا كتاب» الكتاب«لأدونيس، علماً بأن» الكتاب«صدر منجَّماً في ثلاثة أجزاء، في حين أن» المحبرة«كلٌّ واحد في مجموع».
وقال فيه الشاعر المصري فاروق شوشة:
«لا تفارق الموسيقى شعر جوزيف حرب ولا تجافيه. هي فيه ومعه نبض ملازم. الموسيقى بكل معانيها التي عرفها القدماء ودعا إليها المروجون للحداثة. موسيقى الوزن الشعري، وموسيقى الإتساق بين المفردات والتراكيب والأصوات والتجليات الروحية والنفسية».
أما في دراسته الإيقاع والمختلف في كتاب «مملكة الخبز والورد» لجوزيف حرب، كتب الدكتور ديزيريه حبيب سقّال قائلاً:
«ومن الواضح أن هذا الشاعر، في ديوانه هذا، وفي باقي دواوينه، لا يخضع لقوة المؤتلف في الإيقاع الشعري، حتى في التغييرات الإيقاعية التي أحدثتها الحداثة الأولى في الشعر العربي، بل يذهب أبعد من التجريب، ويستنبط أشكالاً إيقاعية تلائم طبيعة تجربته الوجودية الملحمية التي يعبر عنها.» 
وكتب د. علي شلق عن ديوان «المحبرة» لجوزيف حرب:
«ذلك هو كتاب العصر، والعربية، والإنسانية، فهو كتاب لكل ما في الكون، لكل ما هو للإنسان، وحضارته، وربّه من خلال الذات المنفتحة على الكون».

## وصلات خارجية
- كوجه بحّار قديم … رحل الشاعر اللبناني جوزيف حرب (ملف في موقع جهة الشعر)
- رأي الشاعر جوزيف حرب بصوت السيدة فيروز
- بيت القصيد - الشاعر جوزيف حرب 2016-04-12
- تقرير خاص عن رحيل شاعر لبنان جوزيف حرب